# 德布斯诉合众国案
德布斯诉合众国（249 U.S. 211 (1919)）是一件美国联邦最高法院判决支持《1917年間諜法》的案件。

尤金·V·德布斯是美国工人运动领袖，曾五次代表美国社会党参选总统，在1918年六月16日，德布斯在俄亥俄州坎顿發表反对美国参加第一次世界大战的演讲。随后他因触犯1917年惩治间谍法而被逮捕，後來被定罪，判处十年监禁和剥夺政治权利终身。
一份名为《反战宣言和计划》的文件是对德布斯不利的证据之一。这份文件表明德布斯演讲的原意是反对战争。美国政府就此争辩说德布斯计划通过抵制征兵来煽动哗变和叛乱。这种情绪倾向和言论是1917年六月15日通过的《惩治间谍法》所禁止的。而德布斯方则援引了权利法案中美国宪法第一修正案所给予公民的言论自由权利进行辩护。

## 法院判决
在德布斯案的判决中，法院审查了几份德布斯作出的有关战争的声明。即使德布斯曾十分关注他的演讲是否违反了惩治间谍法,法院还是认为他的演讲造成了“意图上和实质上的阻碍政府为战争征兵”。